# Pico Arctowski
Pico Arctowski (73° 44′ S, 61° 28′ O) é um pico coberto de gelo um tanto isolado, 1.410 m, permanecendo 8 milhas (13 km) a oeste-sudoeste da cabeça da angra Howkins, na costa leste da Terra de Palmer. Foi descoberto e fotografado do ar em dezembro de 1940 por membros do Serviço Antártico dos Estados Unidos (USAS). Durante 1947 o pico foi fotografado do ar por membros da Expedição de Pesquisa Antártica de Ronne (RARE), sob o comando de Finn Ronne, que em conjunção com a Investigação de Dependências das Ilhas Falkland (FIDS) o traçou do solo. Foi nomeado pela FIDS como Henryk Arctowski.